# Heinrich Thöl

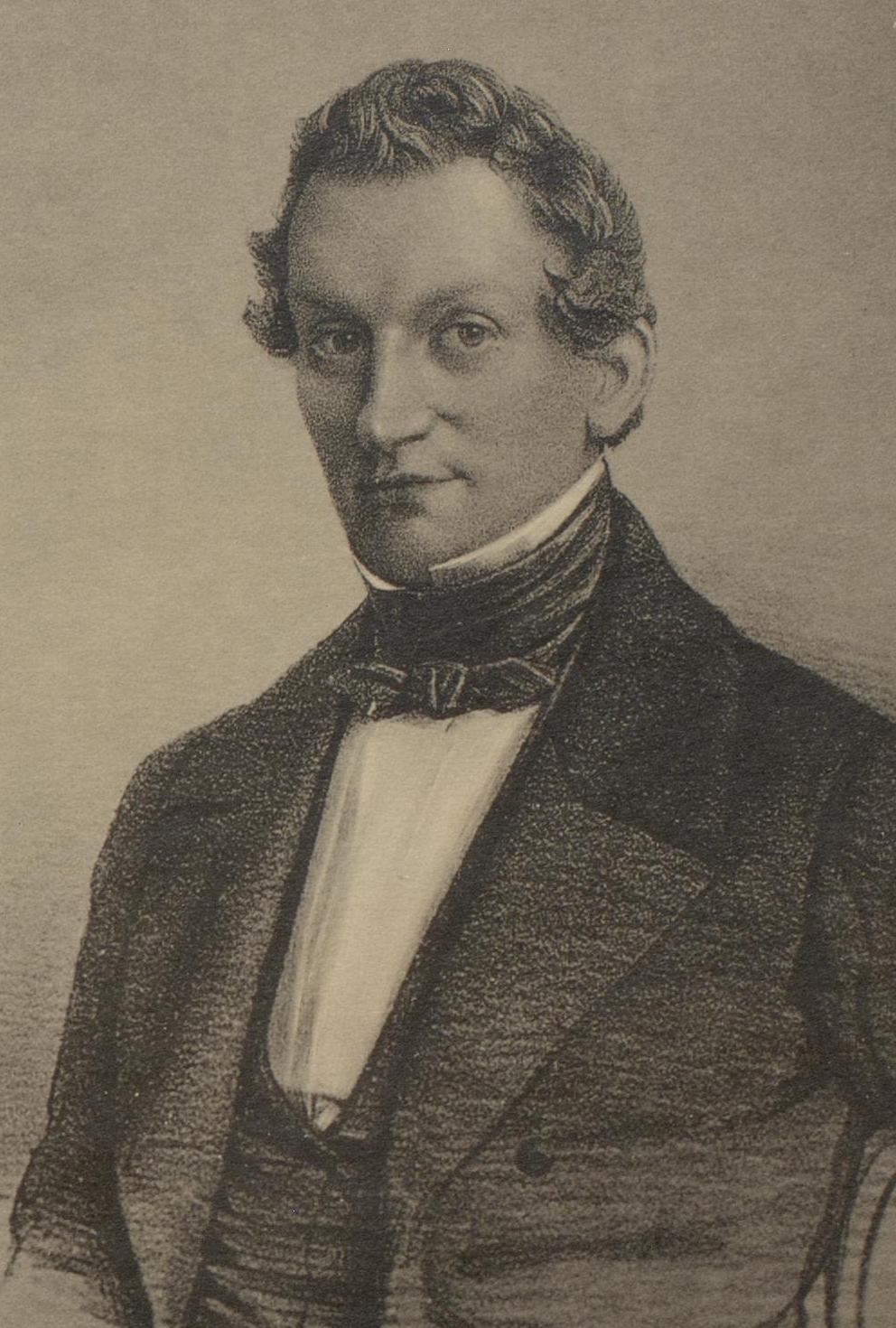
Johann Heinrich Thöl

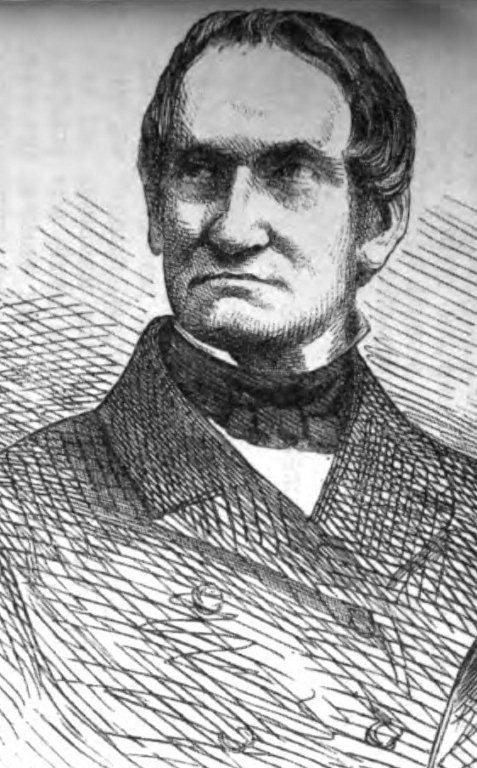
Heinrich Thöl, 1862

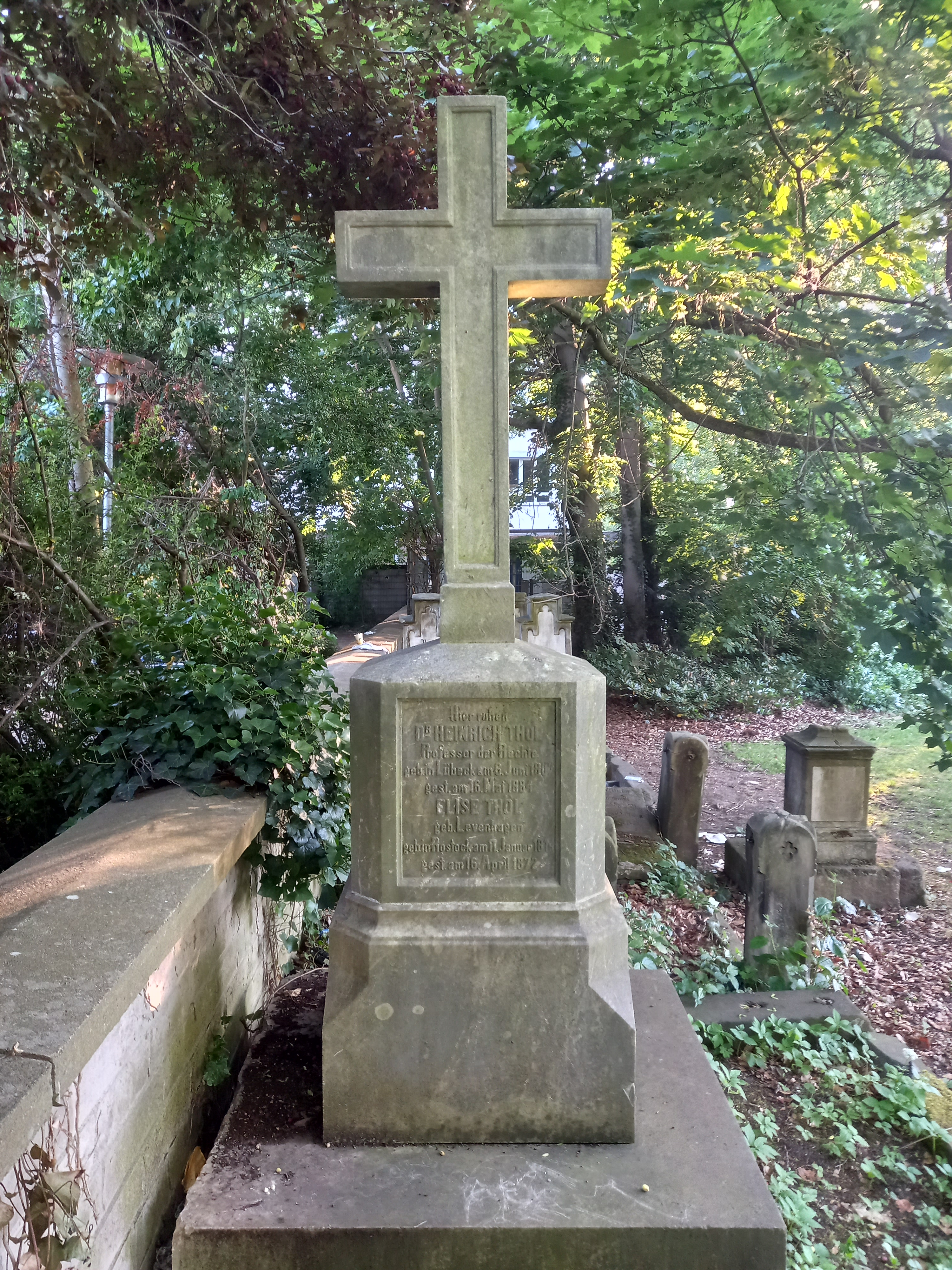
Das Grab von Heinrich Thöl und seiner Ehefrau Elise geborene Levenhagen auf dem Bartholomäusfriedhof in Göttingen

Johann Heinrich Thöl (* 6. Juni 1807 in Lübeck; † 16. Mai 1884 in Göttingen) war ein deutscher Rechtsgelehrter und Mitglied der Frankfurter Nationalversammlung. Er nahm erheblichen Einfluss auf die Entwicklung des geltenden Handelsrechts.

## Leben
Die Vorfahren von Heinrich Thöl waren über Generationen Knochenhauer (Schlachter), sein Vater war Kaufmann geworden und Mitinhaber der Reederei Thöl & Minlos. Nach dem Besuch des Katharineums begann er im Sommersemester 1826 das Studium der Rechtswissenschaften in Leipzig, wechselte aber bereits 1827 nach Heidelberg, wo er durch Mittermaier und Thibaut geprägt wurde. Am 29. Juli 1829 wurde er mit einer Digesteninterpretation promoviert und am 1. Dezember 1830 über ein Thema des Wechselrechts habilitiert.
Er war zunächst als Privatdozent und außerordentlicher Professor in Göttingen tätig. 1842 wurde er als ordentlicher Professor für Deutsches Recht an die Universität Rostock berufen. Dort übte er 1848 auch kurzzeitig das Amt des Rektors aus.
Thöl wurde als Nachfolger für den ausgeschiedenen Friedrich Genzken im 1. Wahlkreis (Neustrelitz) des Landes Mecklenburg-Strelitz in die Frankfurter Nationalversammlung gewählt, der er vom 27. November 1848 bis zum 20. Mai 1849 angehörte. Wie man in Neustrelitz ausgerechnet auf Thöl kam, der keinerlei Bindung an das kleine Großherzogthum hatte, muss ungeklärt bleiben.
Er zählte sich zum Linken Centrum der Fraktion Augsburger Hof und arbeitete vom 1. Mai 1849 an im Gesetzgebungsausschuss mit. Als Redner trat er nicht hervor.
Nach dem Scheitern der Paulskirche kehrte Thöl wieder nach Göttingen zurück, wo er 1849 als Rechtsprofessor den ordentlichen Lehrstuhl für Deutsches Recht an der Georg-August-Universität erhielt und hohe Universitätsämter innehatte,
auf denen er bis zu seinem Lebensende blieb. Als Jurist erlangte er auf dem Gebiet des Handelsrechts großes Ansehen. Nach seinem Tode wurde im Saal der Göttinger Universitätsbibliothek eine Ehrenbüste für ihn aufgestellt.
Aufgrund seiner Verbindungen während der Schulzeit in Lübeck wird er der Gruppe Jung-Lübeck zugerechnet. Eine Berufung an das Oberappellationsgericht der vier Freien Städte als Nachfolger von Johann Friedrich Hach lehnte er 1850 ab.
1879 wurde ihm das Ehrenbürgerrecht Lübecks verliehen.

## Werke
- Das Handelsrecht. Als gemeines in Deutschland geltendes Privatrecht mit Berücksichtigung des außerdeutschen Handelsrechts. Göttingen 1841– (Digitalisierte Ausgabe unter: urn:nbn:de:s2w-7509)
- Volksrecht, Juristenrecht, Genossenschaften, Stände, gemeines Recht. Rostock u. a. 1846